# Toepolev

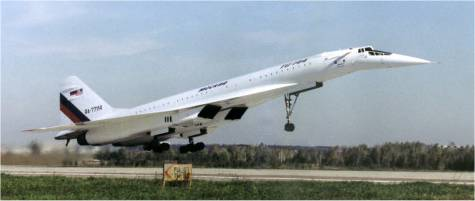
Toepolevs meest prestigieuze vliegtuig, de Tu-144.

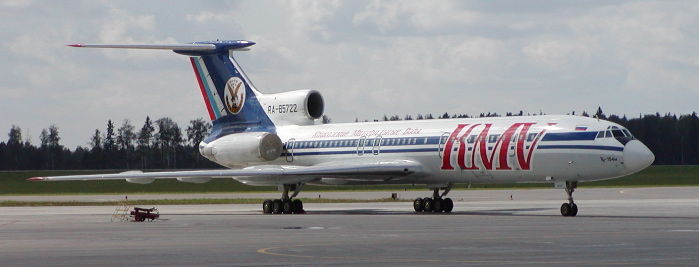
De Tu-154.

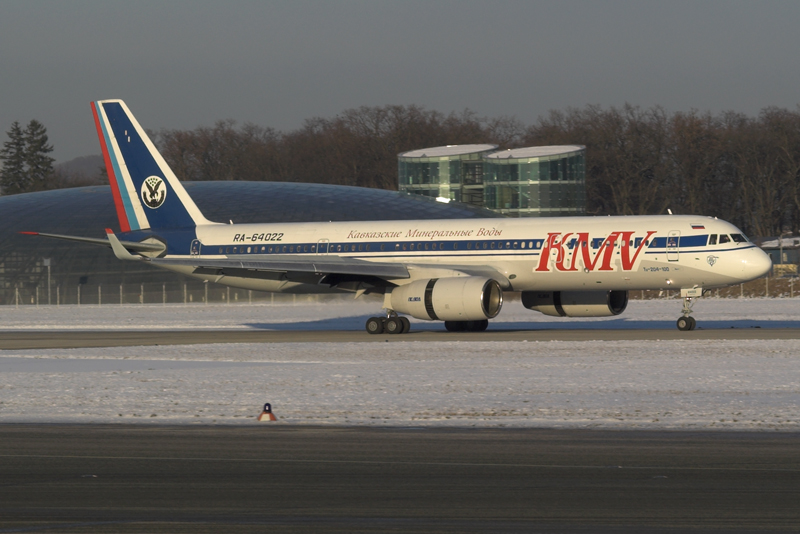
De moderne Tu-204.

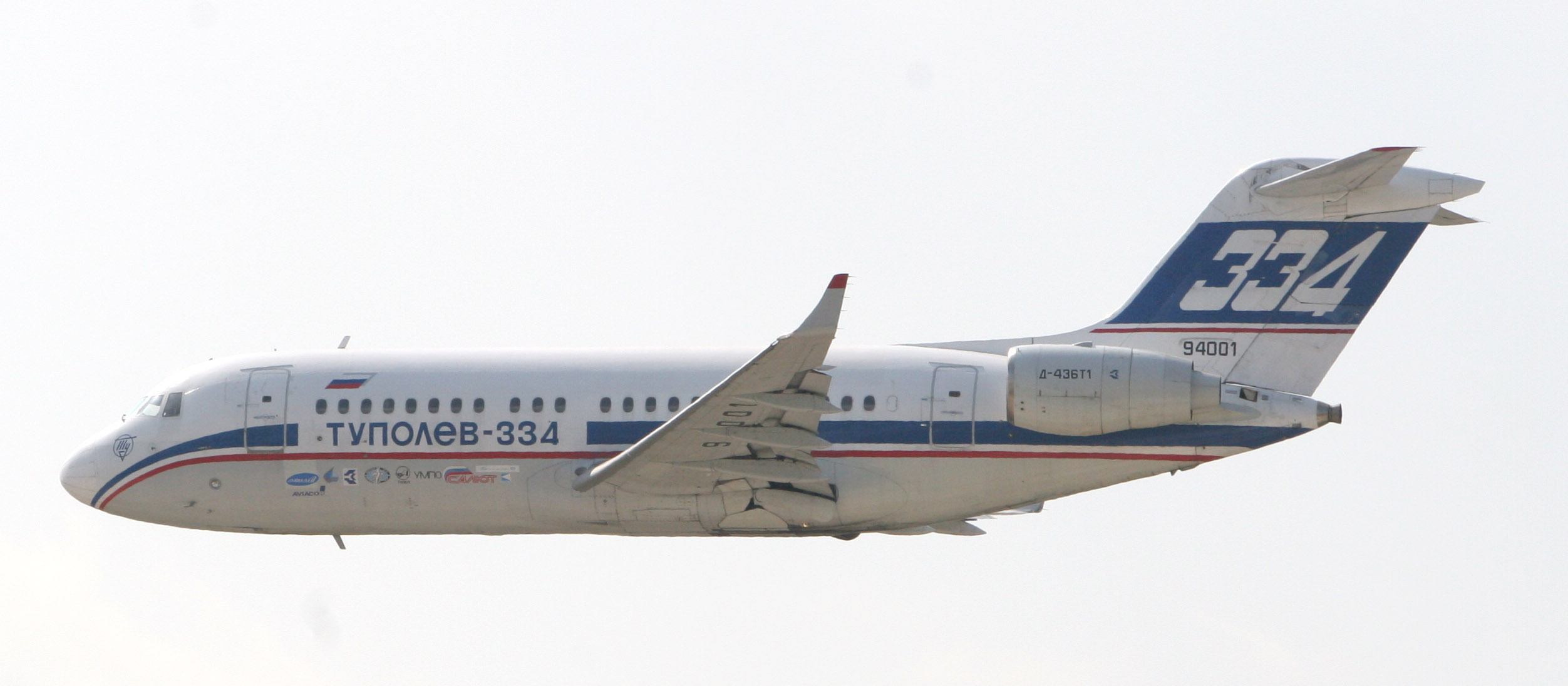
De tot nu toe weinig succesvolle Tu-334.

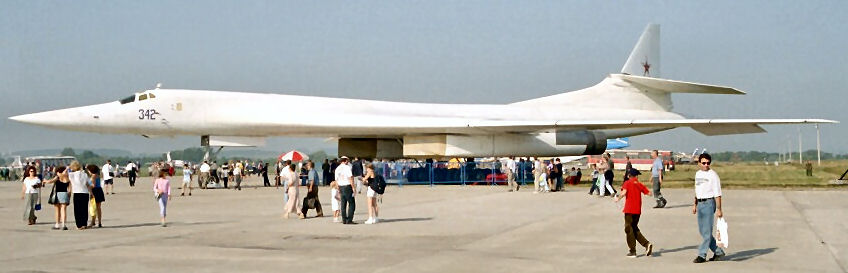
De Tu-160, Toepolevs eerste intercontinentale supersonische bommenwerper.

Toepolev of (volgens Engelse transliteratie) Tupolev (OKB-156, ontwerp-prefix Tu), (Russisch: Ту́полев, spreek uit als Tóepaljef) is een Russische vliegtuigbouwer, gevestigd in Moskou. Het bedrijf is voortgekomen uit het ontwerpbureau van Andrej Toepolev dat op 22 oktober 1922 werd opgericht. Toepolev is gespecialiseerd in het ontwerpen en bouwen van vliegtuigen. De grootste vliegtuigfabriek van het bedrijf is gevestigd op Luchthaven Vostotsjny bij de Russische stad Oeljanovsk. Toepolev werkt samen met Jakovlev, Soechoi, Mikojan, Iljoesjin en Irkoet in de United Aircraft Building Corporation.

## Geschiedenis
Het vliegtuigontwerpbureau Toepolev werd in 1922 opgericht door Andrej Toepolev. Het bedrijf richt zich enkel op het ontwerp van vliegtuigtypes, waarna de daadwerkelijke bouw wordt uitbesteed aan diverse vliegtuigfabrieken in Rusland. Voor de Tweede Wereldoorlog was Toepolev vooral bekend vanwege zijn zware bommenwerpers, de grootste was de Toepolev ANT-20, het grootste vliegtuig van zijn tijd.
Gedurende de Tweede Wereldoorlog stapte het ontwerpbureau over op het ontwerpen van kleine tactische bommenwerpers, waaronder de Toepolev Tu-2. Grote aantallen van dit toestel werden geproduceerd, een aantal zelfs gedeeltelijk van hout, omdat er in de Sovjet-Unie een tekort aan staal heerste.
In 1945 waren drie Boeing B-29 Superfortress-bommenwerpers genoodzaakt een noodlanding te maken in het Russische Verre Oosten. Jozef Stalin greep deze unieke mogelijkheid met beide handen aan en beval direct om dit hypermoderne Amerikaanse toestel te kopiëren. Hieruit kwam de Toepolev Tu-4 voort, een vrijwel 1-op-1-kopie van de B-29.
De Tu-4 werd opgevolgd door de Toepolev Tu-16, het eerste straalvliegtuig van Toepolev. Toepolev was echter van mening dat de straalmotor nog niet efficiënt genoeg was en ontwierp daarom de Toepolev Tu-95-bommenwerper met vier turboprop-motoren. Dit toestel is tot nu als tegenhanger van de B-52 Stratofortress nog in dienst bij de Russische Luchtmacht. Op het gebied van verkeersvliegtuigen ging Toepolev wél verder met de ontwikkeling van de straalmotor. Uit de Tu-16 werd de Toepolev Tu-104 ontwikkeld. Dit toestel was na de De Havilland DH.106 Comet en de Canadese Avro Canada Jetliner het derde operationele straalverkeersvliegtuig ter wereld.
Uit de Tu-95 werd echter ook een verkeersvliegtuig ontwikkeld, de Toepolev Tu-114, het grootste en snelste verkeersvliegtuig van zijn tijd. Al deze verkeersvliegtuigen werden gekenmerkt door de grote landingsgestellen met opvallend veel wielen. Hierdoor zijn al deze toestellen in staat om te landen op onverharde banen, iets wat veel voorkwam in Siberië.
Gedurende de jaren 60 werd kwam Toepolev onder leiding te staan van de zoon van Andrej Toepolev, Alexej Toepolev. Hij ontwierp onder andere de prestigieuze Toepolev Tu-144, de succesvolle Toepolev Tu-154 en de Toepolev Tu-22M. Hierdoor kwam de ontwikkeling in de Sovjet-luchtvaart op gelijke hoogte met die in het westen. Het laatste grote project van Toepolev voor het uiteenvallen van de Sovjet-Unie was de ontwikkeling van de Toepolev Tu-160, een supersonische intercontinentale bommenwerper die vanuit de Sovjet-Unie onder andere Los Angeles kon bereiken.

## Post-Sovjetperiode
Na het uiteenvallen van de Sovjet-Unie ging Toepolev verder met verschillende andere ontwikkelingen. Er braken echter wel zware tijden aan voor het bureau, dat gedwongen werd geprivatiseerd. In de jaren 90 werd onder andere gewerkt aan:
- De ontwikkeling van de Toepolev Tu-204 en Toepolev Tu-334 passagiersvliegtuigen.
- Onderzoek naar alternatieve vliegtuigbrandstoffen, waaronder aardgas.
- Modernisatie van de bestaande vloot aan Toepolev-toestellen bij de Russische luchtmacht.
- Onderhoud en technische verbeteringen van de wereldwijde vloot van Toepolev-toestellen.

### Huidige productie
Anno 2011 zijn bij de verschillende fabrieken die toestellen voor Toepolev produceren de volgende toestellen in productie:
- Toepolev Tu-204
- Toepolev Tu-214
- Toepolev Tu-160

Gepland zijn de Toepolev Tu-324 en Toepolev Tu-330.